# سازمان منع سلاح‌های شیمیایی

اعضای سازمان به رنگ سبز نمایش داده شده‌اند

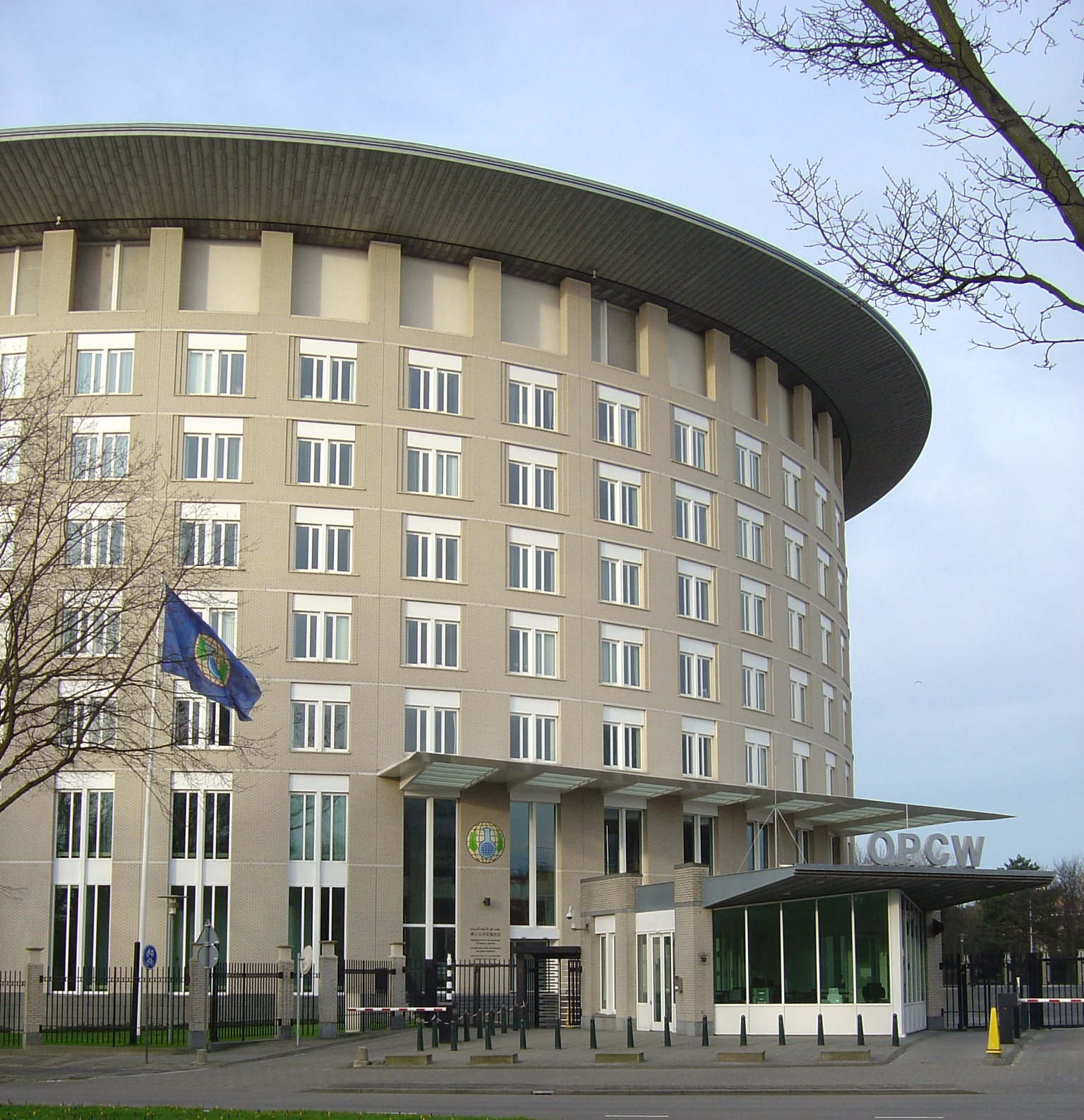
مقر دائمی سازمان منع تسلیحات شیمیایی در شهر لاهه، هلند.

سازمان منع سلاح‌های شیمیایی (به انگلیسی: Organisation for the Prohibition of Chemical Weapons) به اختصار «اوپی‌سی‌دبلیو» یک نهاد بین-دولتی است که در سال ۱۹۹۷ میلادی و با لازم‌الاجرا شدن کنوانسیون بین‌المللی منع جنگ‌افزارهای شیمیایی، ایجاد شد. مقر این سازمان در شهر لاهه، هلند واقع شده‌است و تشکیلات آن تحت نظر دولت‌های امضاکننده کنوانسیون منع تسلیحات شیمیایی اداره می‌شود.
سازمان منع جنگ‌افزارهای شیمیایی، در سال ۲۰۱۳ میلادی، موفق به دریافت جایزه نوبل صلح به دلیل «تلاش‌های گسترده برای از بین‌بُردن جنگ‌افزارهای شیمیایی در سطح جهان» شد.

## رابطه با سازمان ملل متحد
سازمان منع تسلیحات شیمیایی از نهادهای وابسته به سازمان ملل متحد نیست، اما بر اساس قراردادی جداگانه با سازمان ملل متحد دارای همکاری‌های تنگاتنگ با آن سازمان است.

## تاریخچه
نخستین بار در سال ۱۸۷۴ در بروکسل کنوانسیون بر پایه کنوانسیون بازدارندگی از کاربرد جنگ‌افزارهای شیمیایی، تصویب شد. سپس در نشست کنفرانس‌های لاهه در سال‌های ۱۸۹۹ و ۱۹۰۷ از کشورها خواسته شد تا از کاربرد جنگ‌افزارهای شیمیایی در جنگ‌ها خودداری ورزند با این همه کاربرد گسترده جنگ‌افزارهای شیمیایی در جنگ جهانی نخست و اثرات تخریبی و هراس ناک آن مایه‌ای شد تا کشورها بازدارندگی کامل از بکارگیری جنگ‌افزارهای شیمیایی را دنبال کنند. پروتکل سال ۱۹۲۵ ژنو اگر چه توانست بازدارندگی حقوقی از کاربرد جنگ‌افزارهای شیمیایی ایجاد کند ولی توانا نبود از فرآوری و تکثیر آن‌ها جلوگیری نماید. پس، امکان تکثیر و اندوخته‌سازی جنگ‌افزارهای شیمیایی بدون محدودیت ویژه قانونی برای کشورها فراهم بود.
در زمان امضای پروتکل ژنو ۱۲۰ کشور از کشورهایی که در ژنو گرد آمده بودند آن را امضا کردند دولت‌های آمریکا، ژاپن، برزیل و آرژانتین از آن میان کشورهایی بودند که از امضای پروتکل خودداری کردند شوروی نیز با پیوست شرط امکان بکارگیری جنگ‌افزارهای شیمیایی و میکروبی در برابر کشورهای غیر عضو در پروتکل به امضای اسناد مربوطه دست زد.
در سال ۱۹۴۸در چارچوب فعالیت‌های سازمان ملل دربارهٔ خلع جنگ‌افزار، کمیته جنگ‌افزارهای متعارف، جنگ‌افزارهایی شیمیایی را به نام جنگ‌افزارهای نابودی گروهی در کنار جنگ‌افزارهای هسته‌ای قرار داد. نخستین قطعنامه گردهمایی همگانی سازمان ملل دربارهٔ جنگ‌افزارهای شیمیایی در سال ۱۹۶۶به تصویب رسید و در سال ۱۹۶۸مجمع عمومی دبیرکل را ملزم ساخت تا گزارشی دربارهٔ آثار زیانبار جنگ‌افزارهای شیمیایی ارائه نماید. در پی تلاش‌هایی که برای بازداشته کردن ساخت، تولید، انبار کردن و کاربرد جنگ‌افزارهای شیمیایی و میکروبی صورت گرفت پیمانی در سال ۱۹۷۲ به امضا رسید که بر پایه آن دولت‌های امضاکننده پایبند شدند که تحت هیچ شرایطی جنگ‌افزارهای بیولوژیک را فرآوری و انبار نکنند و از گسترش آن خودداری ورزند. هم‌اکنون بیش از ۱۱۰کشور عضو این پیمان هستند.
با نگرش به موانعی که برای دستیابی به یک پیمان جهانی دربارهٔ بازداری فرآوری، اندوخته‌سازی و گسترش جنگ‌افزارهای شیمیایی وجود داشت، گروه کشورهای غربی در سال ۱۹۸۹در چارچوبی موسوم به گروه استرالیا (در برگیرنده ۲۰کشور غربی) حدود ۵۰ماده شیمیایی را که در صنعت شیمیایی کاربرد دارد ولی می‌تواند در فرآوری جنگ‌افزارهای شیمیایی نیز به کار رود، زیرمهار گرفت.
در سال ۱۹۹۲ کنفرانس خلع جنگ‌افزار در ژنو پیش‌نویس و طرح کنوانسیون بازداری جنگ‌افزارهای شیمیایی را تهیه و به سازمان ملل تقدیم کرد که گردهمایی همگانی سازمان ملل آن را در ۲۴ ماده و ۳ پیوست در دسامبر سال ۱۹۹۲ با اجماع به تصویب رساند شمار اعضا نیز طی مدت کوتاهی به ۱۶۰دولت افزایش یافت. پس از تصویب پیمان نامه بدست پارلمان دولت مجارستان به نام شصت و پنجمین عضو پیمان‌نامه از ۲۹ آوریل ۱۹۹۷لازم‌الاجرا گردیده‌است.
در ژانویه سال ۱۹۹۳ میلادی، بخش قابل توجهی از کشورهای جهان، پیش‌نویس کنوانسیون بازداری گسترش، فرآوری، اندوخته‌سازی و بکارگیری جنگ‌افزارهای شیمیایی را امضا کردند.

## پیمان‌نامه‌های دیگر مهار جنگ‌افزاری
میان سال‌های ۱۹۵۹–۱۹۹۲بیش از ۳۰ پیمان‌نامه مهار جنگ‌افزاری به امضای کشورهای دارای قدرت نظامی و دیگر دولت‌ها رسید که برخی از آن‌ها در چارچوب پیمان‌نامه‌های رسمی دو یا چند جانبه تنظیم شدند؛
- پیمان‌نامه ۱۹۵۹ قطب جنوب که انفجار و آزمایش هسته‌ای در این قاره را بازداشته نمی‌سازد.
- پیمان نامه ۱۹۶۳ ناظر بر بازدارندگی از آزمایشهای هسته‌ای در فضای فرای جو و بستر دریاها
- پیمان‌نامه ۱۹۶۷دربارهٔ اصول ناظر بر فعالیت‌های کشورها در اکتشاف و بکارگیری فضای فرای جو مانند ماه
- پیمان‌نامه ۱۹۶۷مبنی بر بازدارندگی از استقرار جنگ‌افزارهای هسته‌ای در کشورهای آمریکای لاتین (پیمان نامه تلاتللکو)
- پیمان‌نامه ۱۹۶۸عدم گسترش جنگ‌افزارهای هسته‌ای
- پیمان‌نامه ۱۹۷۱بازدارندگی از استقرار جنگ‌افزارهای هسته‌ای و دیگر جنگ‌افزارهای کشتار گروهی در بستر دریا و کف اقیانوس‌ها
- پیمان‌نامه ۱۹۸۵ایجاد منطقه بدون جنگ‌افزار هسته‌ای در جنوب اقیانوس آرام (پیمان نامه راروتونگا).
- پیمان‌نامه سالت؛ بین شوروی و آمریکا، که نخستین سری مذاکره‌های مربوط به محدودیت جنگ‌افزارهای راهبردی است و از نوامبر ۱۹۶۹ تا مه ۱۹۷۲ به درازا انجامید
- پیمان‌نامه ۱۹۸۷؛ بین شوروی و آمریکا، حذف موشکهای میان برد و کوتاه برد هسته‌ای
- معاهده ۱۹۹۱ استارت – ۱؛ بین روسیه و آمریکا، که بر پایه آن هر یک از دو طرف ملزم به کاهش شمار قابل ملاحظه‌ای از کلاهک‌های هسته‌ای تا سال ۲۰۰۳ بودند.